# Диего Капелан
Диего Капелан (Бихаћ, 8. јул 1987) кошаркаш је са двојним држављанством Босне и Херцеговине и Канаде. Игра на позицијама плејмејкера и бека, а тренутно наступа за грчки клуб Пансераикос из Сера.

## Животопис
Диего Капелан је рођен 8. јула 1987. године у Бихаћу. Отац Здравко је из Рашновца, а мајка Едита је из Петровца. Одрастао је у Петровцу. Отац Здравко био је фудбалер петровачке Младости и обожавао је Марадону, стога Диего Капелан носи име овог славног фудбалера. Почетком грађанског рата у БиХ, са породицом прво сели у Србију, а потом у Канаду. Основну и средњу школу завршио је у Ванкуверу. Као дијете је тренирао хокеј, фудбал и кошарку. Похађао је средњу школу Краљ Џорџ, па је играо за њихов кошаркашки клуб, гдје је просјечно биљежио 32 поена, 6 скокова и 4 асистенције по мечу. У то доба је био изабран да игра за средњошколску селекцију Британске Колумбије.

## Каријера
Прве професионалне кошаркашке кораке начинио је на Државном универзитету Мекниз (McNeese State University) у Лејк Чарлсу, у Луизијани. Ту је заиграо за Мекниз стејт каубојсе (McNeese State Cowboys). Године 2011. није драфтован на НБА драфту, те прелази у Европу, гдје почиње играти за КК Зрињски из Мостара. Након тога остаје углавном у Европи и игра у већем броју држава.
Године 2011. позван је да заигра за кошаркашку репрезентацију БиХ, а 2017. године играо је за кошаркашку репрезентацију Канаде.